# Jerry Butler (Eishockeyspieler)
Jerry Patrick Butler (* 27. Februar 1951 in Sarnia, Ontario) ist ein ehemaliger kanadischer Eishockeyspieler, der von 1972 bis 1983 für die New York Rangers, St. Louis Blues, Toronto Maple Leafs, Vancouver Canucks und Winnipeg Jets in der National Hockey League gespielt hat.

## Karriere
Jerry Butler begann seine Karriere als Eishockeyspieler bei den Hamilton Red Wings, für die er in der Saison 1970/71 in der Ontario Hockey Association aktiv war. Anschließend wurde er im NHL Amateur Draft 1971 in der vierten Runde als insgesamt 55. Spieler von den New York Rangers ausgewählt. Zunächst spielte er jedoch eine Spielzeit für die Omaha Knights aus der Central Hockey League. Im Sommer 1972 wurde Butler erstmals in den Kader von New Yorks damaligem Farmteam, der Providence Reds aus der American Hockey League aufgenommen. In der folgenden Spielzeit gab er auch sein Debüt in der National Hockey League für die Rangers. Nach einer weiteren Saison in New York wurde der Kanadier am 18. Juni 1975 zusammen mit Ted Irvine und Bert Wilson im Tausch für Bill Collins und John Davidson an die St. Louis Blues abgegeben.
Nach zwei Jahren in St. Louis wurde der Angreifer schließlich am 1. November 1977 im Tausch für Inge Hammarström zu den Toronto Maple Leafs transferiert, für die er bis 1980 auf dem Eis stand. Anschließend wurde Butler von den Vancouver Canucks verpflichtet. Nachdem Butler in seinen ersten beiden Spielzeiten in Vancouver noch Stammspieler war, verbrachte er einen Großteil der Saison 1981/82 bei den Dallas Black Hawks aus der Central Hockey League. Am 8. Oktober 1982 erhielt Butler einen Vertrag als Free Agent bei den Winnipeg Jets aus der NHL, bei denen er nach der Saison seine Karriere beendete.